# Сумерусан-Мару
Сумерусан-Мару — транспортне судно, яке під час Другої світової війни брало участь у операціях японських збройних сил на Тихому океані.
Судно спорудили як MV Siberg в 1915 році на нідерландській верфі N.V. Werf v/h Rijkee & Co. у Роттердамі для компанії Koninklijke Paketvaart Mij.
1 березня 1942-го японські війська висадились на острові Ява, що на той час належав Нідерландам. Невдовзі MV Siberg вийшов з порту Бандар-Лампунг на східному завершенні Суматри із завданням доправити від 500 до 600 військовослужбовців до затоки Палабуханрату (південне узбережжя західної частини Яви). На переході судно обстріляв з боротової зброї японський літак, що призвело до загибелі 2 осіб. 4 березня MV Siberg прибуло до пункту призначення. 6 березня капітан дістав наказ вийти в море та прямувати в Коломбо (острів Шрі-Ланка), проте внаслідок панічних настроїв екіпаж кинув судно, що потрапило неушкодженим до рук японців та дістало назву «Сумерусан-Мару».
Японський флот залучив судно до перевезення амуніції. 19 квітня 1943-го під час вантажних робіт у порту Сурабая (головна база на сході острова Ява) на «Сумерусан-Мару» стався вибух амуніції, що призвело до загибелі судна.